# Xã Mount Pisgah, Quận White, Arkansas
Xã Mount Pisgah (tiếng Anh: Mount Pisgah Township) là một xã thuộc quận White, tiểu bang Arkansas, Hoa Kỳ. Năm 2010, dân số của xã này là 106 người.